# Hegyi-Karabah Köztársaság
Hegyi-Karabah Köztársaság, más néven Arcah Köztársaság, kevésbé elterjedt fonetikus formában Artszak (örményül: Լեռնային Ղարաբաղի Հանրապետություն Lernajin Garabagi Hanrapetutjun vagy örményül: Արցախի Հանրապետություն Arcahi Hanrapetutjun), egy 1994 és 2024 között létezett de facto ország a Kaukázus déli részén, amely az első hegyi-karabahi háborút követően jött létre. Államiságát csak három másik korlátozottan elismert állam ismerte el. A terület de facto Örményország, de jure Azerbajdzsán része volt. A második háborúig Örményország is határolta, onnantól csak a Laçıni-folyosó kötötte össze, melyet az azeriek 2022-ben lezártak, így onnantól Azerbajdzsán teljesen körbevette. A fegyveres harcok 2023 szeptemberében újultak ki, majd a 2023-as hegyi-karabahi offenzívát követően a köztársaság vezetése megadta magát, 2024. január 1-én pedig újraegyesült Azerbajdzsánnal. Örmény lakosságának túlnyomó része Örményországba menekült.

## Földrajz
Hegyi-Karabah a Kis-Kaukázus délkeleti részén, az északkeleti lejtőn helyezkedett el.
- Legmagasabb pont: Mrаv, 3340 m
- Legfőbb folyók: Terter, Hacsen

## Történelme
Az egykori kánság az 1813-as orosz–perzsa béke nyomán került az Orosz Birodalom fennhatósága alá.

### A Szovjetunió részeként

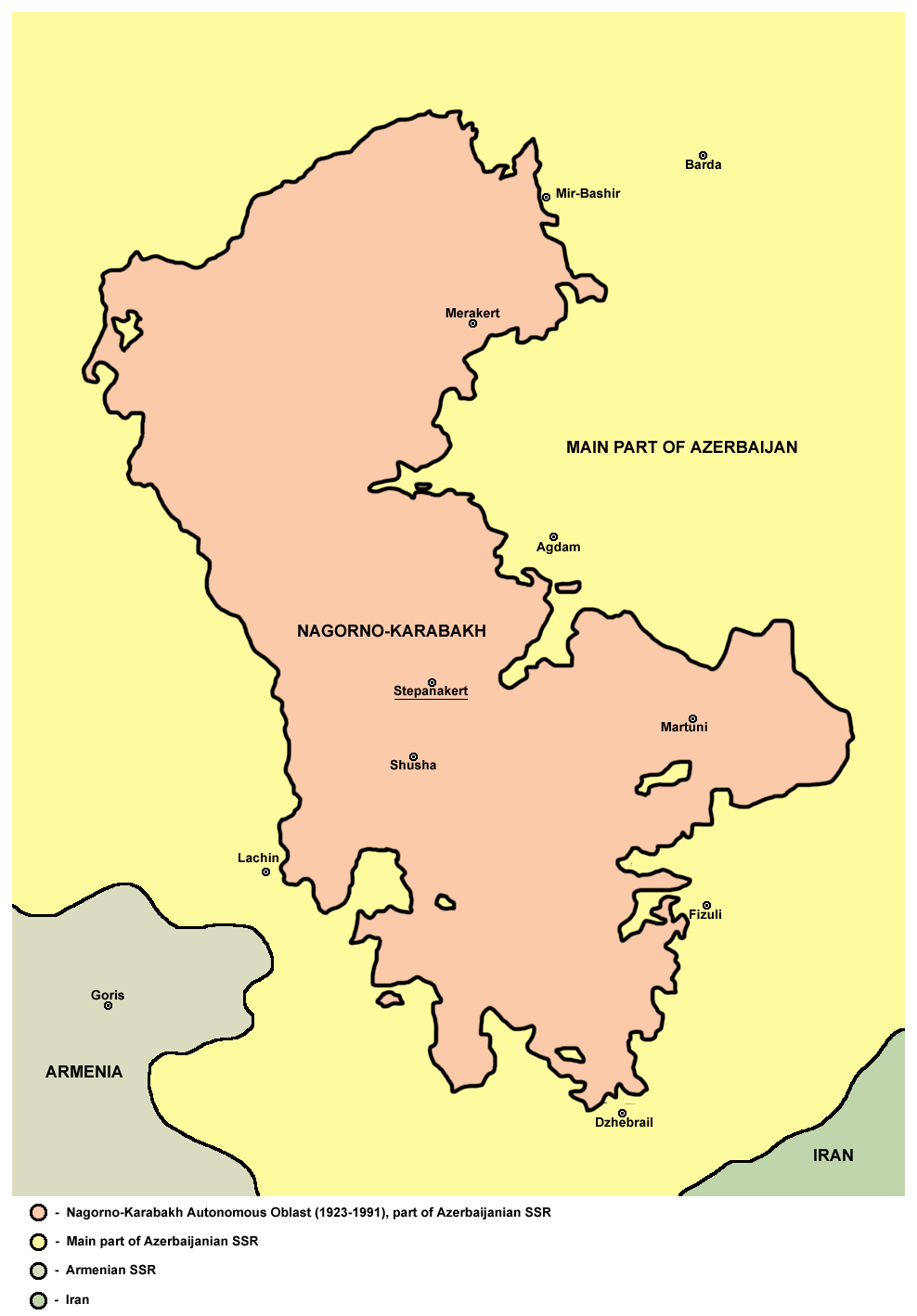
Hegyi-Karabah Autonóm Terület a szovjet korszakban

A Szovjetunió létrejötte után a Kaukázuson Túli Ügyek Szovjet Irodája javasolta, hogy az Örmény Szovjetköztársaságot és Hegyi-Karabahot egyesítsék. Azonban Ivan Vracsov, az azerbajdzsáni főkomisszár várományosával Szergej Mironovics Kirovval azt javasolták, hogy Azerbajdzsán része legyen ez a terület. "A bakui munkásosztállyal szerettük volna elegyíteni a kispolgári, kisárutermelő karabahiakat. A megoldatlan nemzeti kérdést a proletár eszmeiségnek rendeltük alá." - Ivan Vracsov. Ezt az ötletet Sztálin, mint nemzetiségi népbiztos is támogatta, és 1921. július 5-től beolvasztották Azerbajdzsánba. A 2000-es évek eleji levéltári kutatások alapján a tényleges indok az volt, hogy Törökországnak tegyenek gesztust, azaz egy örmény többségű területet, egy többségi türk államhoz csatolják, ezzel gyengítve előbbieket. 1923. július 7-én utóbbin belül autonóm státust kapott Hegyi-Karabah Autonóm Terület néven. A későbbiekben a szovjet vezetés minden, az Örményországgal való egyesülést célzó kezdeményezést elutasított.
1988-ban az addig elnyomott feszültség felszínre tört. Februárban a hegyi-karabahi örmények tüntetéseken követelték az Örményországgal való egyesülést, amit február 20-án a terület tanácsa hivatalosan is kezdeményezett az azeri és az örmény törvényhozásnál. A kezdeményezés zavargásokhoz vezetett: február 28-án a Bakuhoz közeli Sumqayıtban örmények tucatjait ölték meg, majd véres tüntetések törtek ki több azerbajdzsáni városban – Bakuban, Kirovabádban, Saumjánban – és Jerevánban is. Emberek tízezrei hagyták el lakóhelyüket a biztonság reményében.
1989-ben elhatározták az Egyesült Örmény Köztársaság megalapítását, amelyet a Szovjetunió Legfelsőbb Tanácsa alkotmányellenesnek minősített és elutasított.

### A de facto független állam időszaka

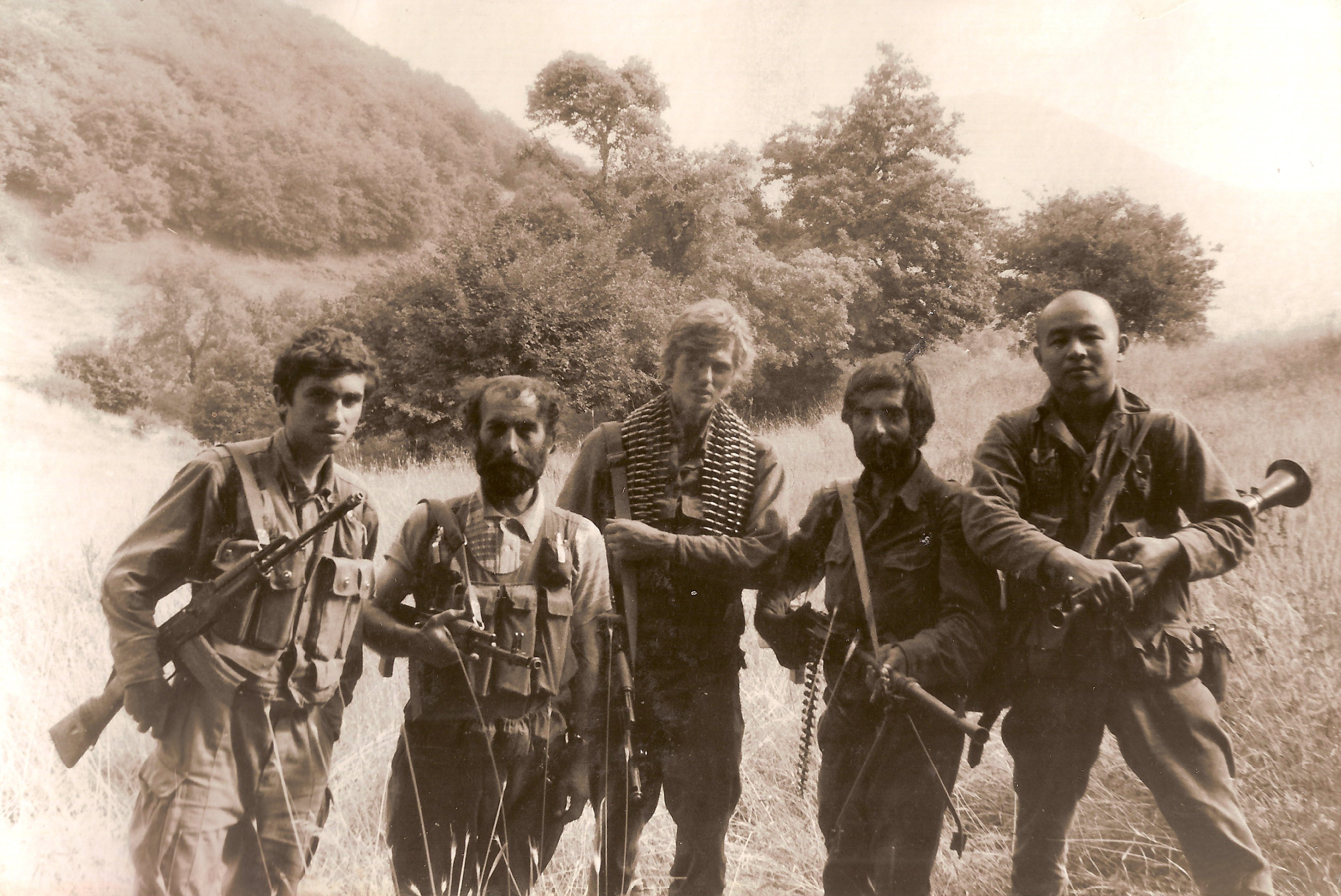
Hegyi-karabahi gyalogos harcosok 1992. augusztusban

1991 szeptemberében Hegyi-Karabah kivált Azerbajdzsánból, amit az katonai erővel próbált meg megakadályozni, így kitört a hegyi-karabahi háború. A folytatódó háborúban fokozatosan fölénybe kerültek az örmények, akiket Örményország támogatott, majd a terület csaknem egésze örmény ellenőrzés alá került. 1993 áprilisában Törökország embargót vezetett be Örményországgal szemben.
1994-ben Oroszország sikertelenül közvetített az Örményország és Azerbajdzsán közötti béke létrehozásának ügyében. Hegyi-Karabah parlamentje 1996-ban függetlenné nyilvánította az országot.
Örményország igényt tart az Azerbajdzsán nemzetközileg elismert területén lévő, többségében örmények lakta Hegyi-Karabah tartományra. Emiatt az örmény-azeri határ zárva van, nem ritkán fegyveres összecsapásokra is sor kerül. Az Örményország és Azerbajdzsán között Hegyi-Karabah helyzetéről folyó vita egyik érve, hogy ez volt az utolsó örmény hercegség, amely autonómiával rendelkezett.
„Soha nem fogunk engedményeket tenni országunk területi egységét illetően. Azerbajdzsán területi egysége sérthetetlen. Hegyi-Karabah soha nem kap függetlenséget” – mondta İlham Əliyev azeri elnök 2008 januárjában.
„Hegyi-Karabah függetlensége visszafordíthatatlan, a terület sohasem lesz újra Azerbajdzsáné” – jelentette ki  Szerzs Szargszján örmény elnök 2008 tavaszán.
2020. július közepén határvillongások törtek ki Hegyi-Karabah és Örményország, valamint Azerbajdzsán között. Az összecsapások során a konfliktus eszkalálódott, Azerbajdzsán általános támadásba ment át, szeptember 27-én az örmény kormány szükségállapotot hirdetett, így a konfliktus háborúvá változott. A háborúskodás további eszkalációjától egy ideig tartani lehetett, különösen Törökország okán, miután az intenzíven Azerbajdzsán mellett foglalt állást. Szeptember 29-én az örmények meg is vádolták a törököket, hogy azerbajdzsáni légtérben lelőttek egy örmény vadászgépet, mindezt viszont az ankarai kormány tagadta.

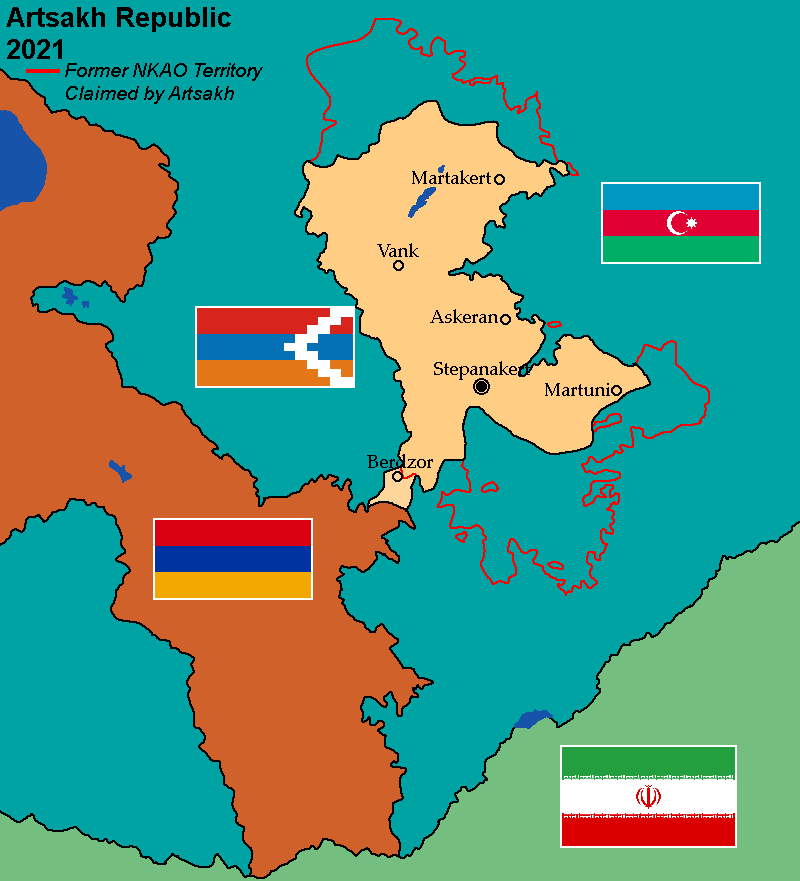
Hegyi-Karabah Köztársaság 2021-ben

Az azeri hadsereg, folyamatosan foglalta vissza de jure területeit, ezzel párhuzamosan az örmények visszavonulásra kényszerültek. A harcok november 10-én véget értek a területen, az örmények vesztettek. Hegyi-Karabah területének 35%-a azeri ellenőrzés alá került, így elfoglalták a stratégiai fontosságú Şuşa városát is, amivel viszont közvetlen fenyegetésnek lett kitéve az állam fővárosa, Sztepanakert. Az azeriek által elfoglalt területekről az örmények tömegével menekültek el, főleg Örményország területére, atrocitásoktól és vérengzésektől tartva. Oroszország közvetítésével ugyan elvileg fegyvernyugvás született Azerbajdzsán és Örményország között és Karabahba orosz békefenntartó erőket vezényeltek, ám a vereség miatt Örményországban belpolitikai válság alakult ki, s várható volt, hogy hosszabb távon az örmények nem fogadják el a vereségüket.

### Átmeneti időszak és Hegyi-Karabah Köztársaság megszűnése

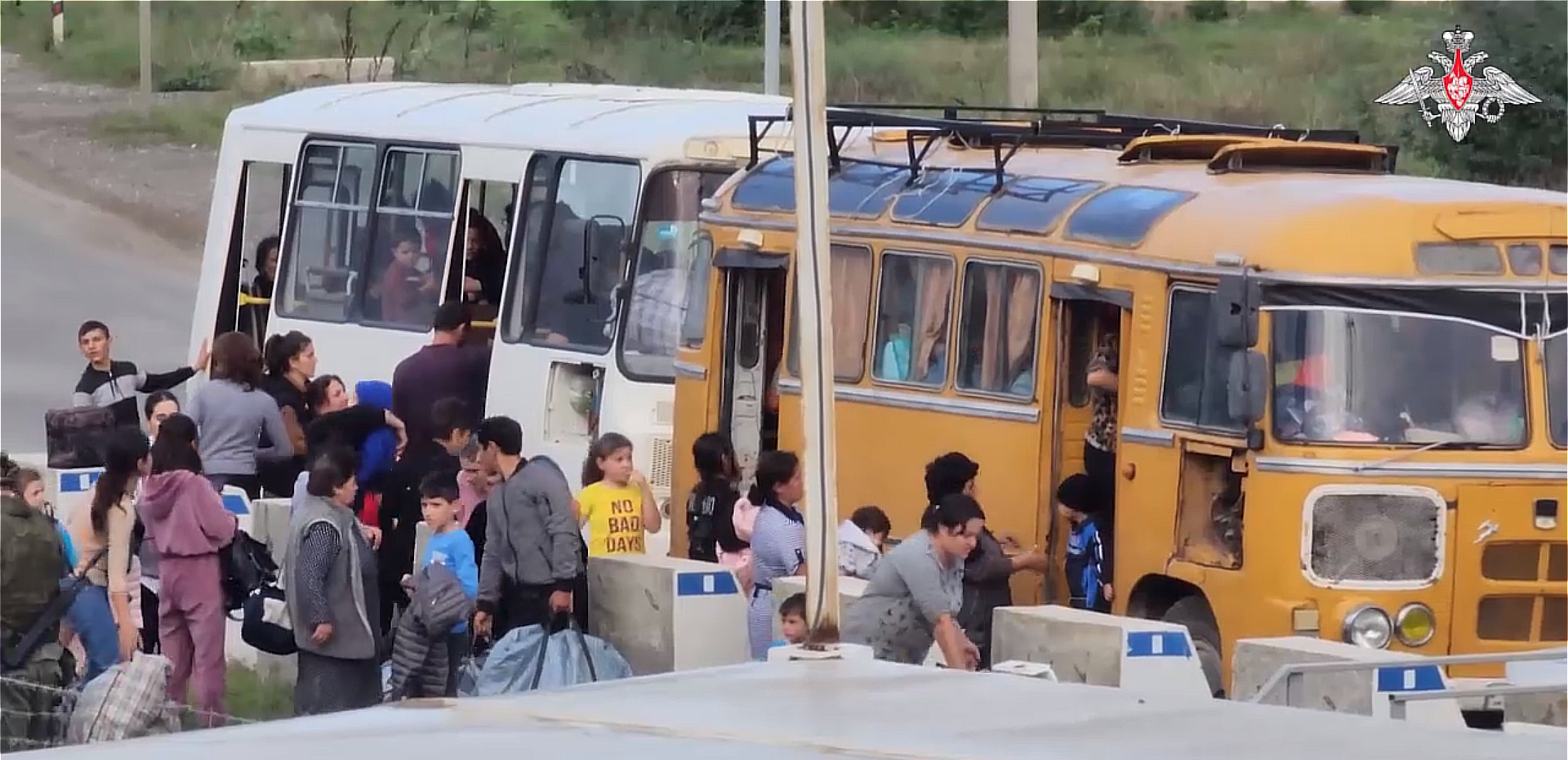
Hegyi-karabahi menekültek 2023 szeptemberében

2022-ben a fegyverszüneti megállapodás alapján itt szolgáló orosz békefenntartók nem tudták szavatolni a megállapodás pontjait, így az azeri hadsereg lezárta a Laçıni-folyosót, ezzel megszakadt a szabad átjárás Hegyi-Karabah és Örményország között.
2023. szeptemberében Hegyi-Karabah határán az azeri hadsereg ismét támadásba kezdett, amit hivatalosan a kormány „terrorellenes” akciónak nevezett, és célja az örmény hadi eszközök harcképtelenné tétele volt. Az azeri hadseregnek egyetlen napra volt szüksége, hogy térdre kényszerítse a karabahi örmény fegyveres erőket, amelyek oldalán ezúttal nem avatkozott be Örményország, és Oroszország sem lépett fel az érdekében. Az újabb azeri offenzíva eredményeként a karabahi örmény vezetés megadta magát és elfogadta a reintegrációt Azerbajdzsánba. Az azerbajdzsáni Jevlakhban tartott kétórás egyeztetést követően már megbeszéléseket tartott az örmény és azeri fél a Hegyi-Karabah reintegrációjáról és egyéb ezt érintő kérdésekről.
A villámháború után Szamvel Sahramanján, a régió elnöke aláírta a rendeletet, amelynek értelmében 2024. január 1-jével a köztársaságban minden állami intézmény feloszlik, Hegyi-Karabah pedig megszűnik létezni. Az azeri támadás miatt néhány napon belül a köztársaság lakosságának túlnyomó része, – az örmény kormány állítása szerint több mint százezer ember – menekült el lakóhelyéről Örményországba. Október 1-jére szinte az egész ország lakossága elmenekült. Sztepanakert gyakorlatilag kihalt, szellemvárossá vált, néhány száz lakosa maradt.
İlham Əliyev azeri elnök 2023. október 15-én látogatást tett Sztepanakertben. Ott megtaposta a hegyi-karabahi zászlót illetve felhúzta az azeri zászlót, jelképezve, hogy legyőzték az örményeket.

## Államszervezet és közigazgatás

### Alkotmány, államforma
Államiságát csak három másik korlátozottan elismert állam, Abházia, Dél-Oszétia és a Dnyeszter Menti Köztársaság ismerte el, továbbá Ausztrália Új-Dél-Wales állama. Hivatalosan Azerbajdzsán részének minősült a nemzetközi jogban.
Az államfő az elnök volt, akit ötéves időtartamra választottak; ugyanaz a személy legfeljebb kétszer tölthette be a posztot. A törvényhozó testület a Nemzetgyűlés volt; 33 tagja közül 16-ot egyéni választókörzetben, 17-et pártlistán választottak. A végrehajtó hatalom legfontosabb szerve, a kormány a miniszterelnökből,a helyetteséből és a miniszterekből állt. Az igazságszolgáltatást a független bíróságok végezték.

### Politikai pártok
A három, parlamenti frakcióval rendelkező párt a következő volt:
- Arcahi Demokrata Párt;
- Szabad Haza Párt;
- Örmény Forradalmi Szövetség.

Ezen kívül független képviselők is voltak a Nemzetgyűlésben.

### Közigazgatási beosztás

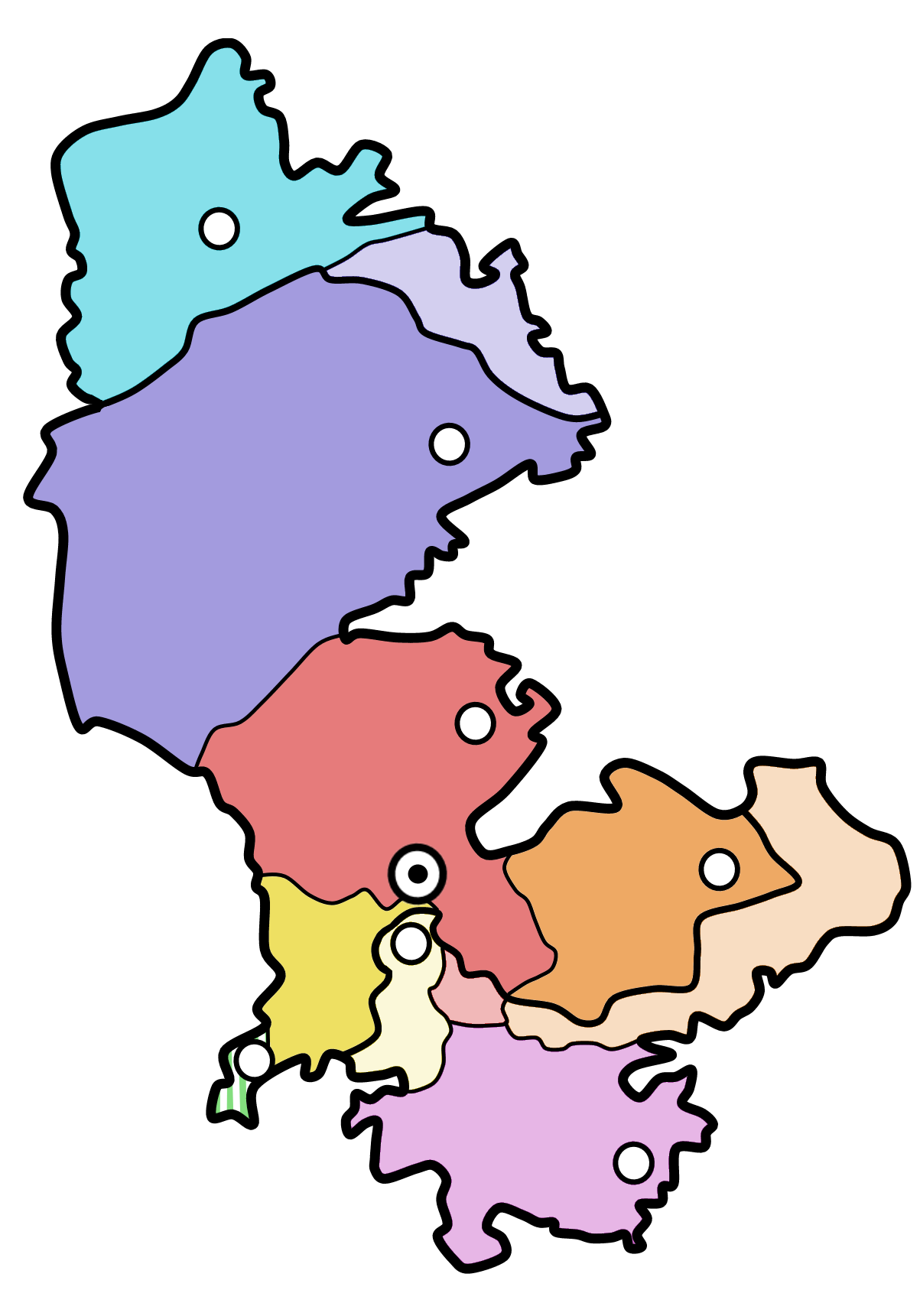
Hegyi-Karabah régiói 2020-2023 között

A köztársaság területe a fővárosra és 7 régióra oszlott 1994 és 2020 között. Helyi szinten 10 város és 322 falu alkotta.

## Népesség
A köztársaság teljes népessége 141 400 fő volt 2009-ben. A férfiak aránya 48,1, a nőké 51,9%. A városi népesség aránya 52,5%, a legnépesebb település Sztepanakert volt, 52 310 fős lakossággal.
| Lakosok száma | 137 700 | 138 800 | 139 900 | 141 400 | 143 600 | 144 700 | 146 600 |
|               | 2006    | 2007    | 2008    | 2009    | 2010    | 2011    | 2012    |

### Etnikai, nyelvi, vallási megoszlás
A háború előtt még a lakosság több mint 20%-a azeri volt, később azonban csaknem kizárólag örmények lakták. Akkor már a lakosság túlnyomó többsége, 95%-a volt örmény. A maradék 5%-ot az azeriek mellett kisebb népcsoportok: asszírok, kurdok és görögök alkották. Az asszírok a Közel-Kelet több országában élnek. A kurdok a Közel-Kelet legnagyobb saját ország nélküli népe. Legnagyobb csoportjaik Törökország, Irak és Irán területén élnek.

## Gazdaság
A lakosság többsége állattenyésztésből és növénytermesztésből él, de jelentős a kézművesipar is. Az országban számos gyógyforrás található.
Karabah hivatalos fizetőeszköze az arcahi dram volt, amelyet 2005-ben vezettek be, alacsony vásárlóértéke miatt azonban a tényleges forgalomban helyette az örmény dramot használták, a hegyi-karabahi dramot főleg szuvenírként árusították. Az Osztrák Állami Nyomda által nyomott első két bankjegy 2004-ben jelent meg, ami tovább fokozta a feszültséget Hegyi-Karabah és Azerbajdzsán között.
A 2020-as háború nagy csapást mért a terület gazdasági életére, amely 1988-tól kezdve jelentős növekedést mutatott. Önállóvá válását követően a legtöbb beruházás a távközlés, az aranybányászat, a gyémántcsiszolás, az ékszerekkészítés és a mezőgazdaság területén történt.

### Energiaellátás
Karabah energiatermelésének egy részét a martakerti vízierőmű adta, amelyet még a szovjet időkben építettek, utána a kormány 70-80 millió dollárból bővítette. Az energiaellátás 60%-a továbbra is Örményországból érkezett. 2010-ben új villamosenergiával foglalkozó céget alapítottak (Arcah HEK) örményországi támogatással és átadtak egy újabb vízierőművet is. Tervben volt még két kisebb erőmű létesítése. A létesítményekkel nemcsak az önellátás növekedését remélték Karabahban, hanem a villamosenergia exportálását is.

### Infrastruktúra
Az első karabahi háború után 1991-ben jelentős infrastrukturális fejlesztést végeztek az országban, amelynek költségvetése 15 millió dollár volt és részben az örmény diaszpóra finanszírozta. Ezáltal egy keskeny szakaszon Karabah össze lett kötve Örményországgal. 2011-ben egy észak-déli irányú autópályát adtak át Martakert, Sztepanakert és Martuni között.

### Segélyezés
Karabah legfőképp Örményországtól kapott pénzügyi segítséget, 2010-ben pl. harmincmillió dollárt, az USA-tól pedig nyolcmilliót. Jelentős mértékben támogatták az örmény diaszpórából is a de facto köztársaságot, melynek 1996-tól kezdve saját bankja volt, az ArcahBank, ugyanakkor a fiókok zömét a nagyobb örmény bankok birtokolták.

## Turizmus
Turizmusát a 2020-as háború megrengette. Korábban az ágazat jelentős növekedést mutatott, a területre főleg örményországi és diaszpórabeli örmények látogattak el. Sztepanakertben a háború előtt kilenc szálloda üzemelt, később már csak öt. 2005-ben négyezer, 2010-ben már nyolcezer turista látogatta meg Karabahot.
A régió látnivalói közé számos régi kolostor tartozik. Az iszlám vallási helyszínek többsége lepusztult, azokat nem igazán állították helyre. A frontvonalak és az azeri határon fekvő szellemvárosok a katasztrófaturizmust vonzották. Nem vallási jellegű látnivaló a 10. században épült és a 18. századig folyamatosan bővített majraberdi vár, Sztepanakerttől keletre. A  természeti szépségek látogathatósága azonban korlátozott volt a magas biztonsági kockázat, a gyakori határincidensek és az Azerbajdzsánnal újból fellángolt ellenségeskedés miatt.
Karabahnak saját turizmusfejlesztési ügynöksége volt, amely nem-kormányzati szervként Jerevánban üzemelt. Segítségével nemcsak a turisták, hanem újságírók és vásárlók is felkészülhettek a Karabahba történő útra. 2014-től évente borfesztiválokat tartottak Karabahban, hogy felélesszék a nagymúltú borkészítési hagyományokat. A fesztivált 2020-ig minden szeptember harmadik szombatján tartották, és igen gyorsan az egyik nemzeti ünneppé fejlődött.
Karabah megközelítése csak Örményországon át volt lehetséges. Azerbajdzsán kormánya szigorúan tiltotta, hogy területéről bárki a szakadár régióba lépjen, sőt kész volt nyilvánosságra is hozni azon külföldiek adatait, akik előzetes hozzájárulása nélkül léptek Karabah területére Örményország felől.

## Kultúra

### Gasztronómia
Ahogy az örmény, úgy a karabahi konyha sem különül el jelentős mértékben az azeritől. A karabahi ételkészítésnél nagy szerepe van a friss hozzávalóknak. A vidéki lakosság körében megszokott, hogy saját maguk termelik meg az élelmiszert és állítanak elő bort. Még a városokban is, mint Sztepanakert vagy Şuşa jellemző, hogy a háztartásoknak saját kertjeik vannak, ahol a friss anyagokat állítják elő.
Karabah ételkülönlegessége a csingyalov hatsz nevű kovásztalan, többrétegű tésztaféle, melynek töltelékje apróra vágott friss fűszer-, valamint gyógynövényekből áll. Elterjedt fogás a mediterrán területeken is jól ismert dolma. Ez Karabahban padlizsánból, darálthúsból, paprikából, paradicsomból és rizsből készül, amit szőlő- vagy káposzta levélbe göngyölnek, akárcsak a töltött káposztát.
A borokat itt még mindig általában kőkorsókba töltik. A városoknak mind megvan a maguk pincészete.

## Ünnepek
Szeptember 2. - Nemzeti ünnep (a függetlenség napja 1991)

## Fordítás
- Ez a szócikk részben vagy egészben a Nagorno-Karabakh Republic című angol Wikipédia-szócikk ezen változatának fordításán alapul.  Az eredeti cikk szerkesztőit annak laptörténete sorolja fel. Ez a jelzés csupán a megfogalmazás eredetét és a szerzői jogokat jelzi, nem szolgál a cikkben szereplő információk forrásmegjelöléseként.